# Шарп, Джек
Джон Шарп (англ. John Sharp; 15 февраля 1878 — 28 января 1938), более известный как Джек Шарп (англ. Jack Sharp) — английский футболист и крикетист. Выступал за футбольные клубы «Астон Вилла», «Эвертон» и за футбольную сборную Англии, а также за крикетный клуб графства Ланкашир и сборную Англии по крикету.

## Футбольная карьера

### Клубная карьера
Уроженец Херефорда, Шарп играл в футбол за любительскую команду «Херефорд Тисл» на позиции нападающего вместе со своим братом Бертом, игравшего на позиции защитника. Братьев заметили скауты бирмингемского клуба «Астон Вилла», и в 1897 году оба стали игроками «Виллы». 2 октября 1897 года Джек дебютировал за «Астон Виллу» в матче Первого дивизиона против «Болтон Уондерерс», забив в этой игре два мяча. В сезоне 1898/99 помог «Вилле» выиграть чемпионский титул. Не смог стать регулярным игроком основы «Виллы» из-за своего роста (170 см), который, по мнению руководства команды, был недостаточным для позиции центрфорварда. 18 февраля 1899 года Шарп провёл свой последнюю игру за «Виллу» (против «Ноттингем Форест»). Всего за две сезона он сыграл за команду 24 матча и забил 15 голов.
В апреле 1899 года Джек Шарп вместе с братом Бертом перешёл из «Астон Виллы» в «Эвертон» за 450 фунтов. Берту не удалось завоевать место в основе нового клуба, однако Джек закрепился в атакующей линии «Эвертона», сформировав эффективную связку с Джимми Сеттлом. В «Эвертоне» он играл на позиции правого крайнего нападающего, а не центрфорварда, как в «Вилле». В сезоне 1905/06 выиграл Кубок Англии, обыграв в финале «Ньюкасл Юнайтед». Выступал за «ирисок» на протяжении 11 сезонов, сыграв 342 матча и забив 76 голов.

### Карьера в сборной
14 февраля 1903 года Шарп дебютировал за футбольную сборную Англии в матче против сборной Ирландии, отметившись забитым мячом. 1 апреля 1905 года провёл свой второй (и последний) матч за сборную в игре против сборной Шотландии.

### Футбольные достижения
Астон Вилла
- Чемпион Англии: 1898/99

Эвертон
- Обладатель Кубка Англии: 1906
- Финалист Кубка Англии: 1907

Сборная Англии
Победитель Домашнего чемпионата Британии: 1903 (разделённый титул), 1905

### После завершения карьеры игрока
После завершения игровой карьеры Шарп многие годы был директором «Эвертона». Также он владел магазином по продаже спортивной одежды в Ливерпуле.

## Крикет
С 1899 по 1914 год Шарп регулярно играл за крикетный клуб графства Ланкашир. После Первой мировой войны он продолжал играть в крикет в качестве любителя и был капитаном команды Ланкашира с 1923 по 1925 год.
В 1909 году провёл три тестовых матча за сборную Англии по крикету.